# Chris Roberts
Christopher Roy Roberts, detto Chris (Fort Worth, 24 marzo 1988), è un ex cestista statunitense.

## Carriera
A livello di college gioca dal 2008 al 2011 alla Bradley University; partecipa inoltre alla gara delle schiacciate della NCAA nel 2010. Approda poi in NBA D-League, vestendo le maglie degli Idaho Stampede, Texas Legends e Austin Toros.
Nell'estate 2013 viene selezionato dagli Utah Jazz per la NBA Summer League; non viene ingaggiato in NBA ma si trasferisce in Serie A alla Juvecaserta. Esordisce il 13 ottobre 2013 al Palamaggiò contro la Reyer, mettendo referto 15 punti.
Dopo una stagione in Francia, nella stagione 2015-16 torna in Italia alla Mens Sana Siena in Serie A2.
La stagione successiva è ingaggiato dalla Fortitudo Bologna.
Finito fuori rosa dopo le prime partite di campionato, trova sistemazione a Pistoia in massima serie.
Il 16 luglio 2017 scende di categoria firmando con la Viola Reggio Calabria. Il 5 luglio 2018 firma con la Blu Basket 1971. Il 25 luglio 2019 si accasa alla Junior Casale.

## Palmarès

### Club
- Supercoppa LNP: 1

Fortitudo Bologna: 2016